# Traquenards (roman)
Pour les articles homonymes, voir Traquenards (homonymie).
Traquenards (Trusted Like the Fox) est un roman policier de l’écrivain britannique James Hadley Chase, publié en 1948, à Londres, aux éditions Jarrolds Publishers Limited, sous le pseudonyme de Raymond Marshall. Le roman paraît en France en 1950 aux Éditions du Scorpion, sous le même pseudonyme, dans une traduction d'Hélène Hécat. Il ne paraîtra dans la Série noire qu'en 1954, sous la signature de James Hadley Chase. L'action se situe dans la région de Londres.

## Résumé
En 1945, bien que britannique, Edwin Cushman porte l'uniforme S.S. dans un camp allemand qui va être libéré : pour échapper à son sort de traître, qui a été la voix anglaise des nazis à la radio, il se défigure et prend l'identité d'un prisonnier britannique qu'il fait disparaître : David Ellis. Revenu à Londres, il intervient instinctivement pour prendre la défense d'une jeune fille sourde qui vole pour subsister, quoiqu'elle lui paraisse physiquement « quelconque ». Bien que cette Grace Clark soit elle-même recherchée par la police, Cushman-Ellis utilise sa compagnie pour quitter Londres par le train et l'emmène près d'un club de golf qu'il veut cambrioler. Mais il se brise une jambe et se retrouve à la merci de la jeune fille qu'il n'a jusqu'alors cessé de brutaliser. À l'intérieur du club, Grace trouve un beau jeune homme, Richard Crane, qui lui conseille de ne pas emporter ce qu'elle vient de voler, mais ne fait rien pour l'en empêcher. Au contraire, il lui vient en aide lorsqu'elle va être rattrapée par un agent de police : il affirme que Grace est sa sœur, Julie Brewer. Crane recueille ensuite Grace Clark et Cushman-Ellis dans sa riche demeure, fait appel, pour soigner ce dernier, à un médecin qui gardera le secret, et offre à Grace la chambre et la garde-robe de cette sœur qui, selon lui, s'est suicidée.
La jeune fille est séduite par toutes ces attentions, alors que son comparse de cavale éprouve au contraire méfiance et jalousie. Mais cloué au lit, il ne peut que constater les progrès de Crane, qui réussit à éloigner les policiers soupçonneux, grâce à son audace, ses relations, son emprise sur certaines personnes. En fait, Crane a reconnu Cushman, dont la voix est connue de presque tous les Britanniques, et celui-ci, assassin lui-même, a bien senti que sous ses dehors charmeurs, Crane cache un projet criminel. Pour la première fois de sa vie, Cushman voudrait venir en aide de façon désintéressée à la jeune Grace, mais n'en a pas le moyen. C'est entre les deux tueurs sans moralité un affrontement inégal qui mène inéluctablement à la mort. Julien Dupré commente ainsi l'évolution du personnage de Cushman : « Cet être malfaisant et pervers, qui préfère humilier l’objet de son amour, mais enfin qui aime, est symptomatique de la vision chasienne du monde et de l’homme : on a beau montrer sa force, clamer sa haine à tous les échos, on est toujours rattrapé par le “facteur humain“, une faiblesse qui vous perd au niveau de l’existence, mais vous sauve en révélant votre humanité. »

## Personnages principaux
- Edwin Cushman, alias David Ellis, ancien membre de l'Union Fasciste Britannique[6], déserteur à Dunkerque : « Le tour était joué et il se foutait pas mal de ce qu'on lui donnait à lire à la radio. Il recevait cent marks par jour, tous frais payés ; et d'ailleurs le fait de parler à des millions de compatriotes lui donnait un extraordinaire sentiment de puissance[7]. » L'avis de Crane : « Vous m'intéressez parce que vous êtes pourri jusqu'à la moelle des os. Cette vilenie, c'est votre seconde nature, hein ?[8] » L'avis de Grace Clark : « Vous êtes cruel et méchant. La seule chose au monde qui vous importe, c'est votre propre sécurité. Pour sauver votre peau, vous êtes capable de n'importe quoi[9]. »
- Grace Clark, jeune fille engagée dans les W.A.A.F., dont elle a déserté ; rendue sourde par l'explosion d'une bombe qui a détruit son logement, elle lit sur les lèvres et a fait dix jours de prison pour vol. L'avis de Cushman : « Elle était peut-être moche, mais c'était une femme ; en sachant s'y prendre, elle lui rendrait service et le fait qu'elle était sourde arrangeait bien les choses[10]. » L'avis de Crane : « Du moment qu'elle ne voit pas mon visage, je puis l'injurier de toutes les façons possibles et imaginables. Je trouve cela follement amusant[11]. »
- Richard Crane, ancien pilote de la Royal Air Force, « décoré de la D. S. O. pour avoir abattu onze avions ennemis[12]. » « Il avait une épaisse toison couleur de paille, lustrée comme du miel. Son visage un peu lourd, extrêmement bronzé, était d'une remarquable beauté[13]. »
- Mme Weeler, logeuse de Cushman-Ellis.
- George Rogers, agent de police[14].
- Le commissaire James, son supérieur[15].
- Le docteur Safki, médecin indien.
- Sir Hugh Franklin-Steward, chef de la police du district.

## Sous le signe de Shakespeare et adaptation au théâtre
Le titre anglais est tiré de la pièce Henry IV (première partie) : ces propos, cités par Crane dans le chapitre XIII du roman, sont, dans la pièce de William Shakespeare, proférés par le comte de Worcester à la bataille de  de Shrewsbury (V, 2) :
For treason is but trusted like the fox,
 Who, ne'er so tame, so cherished and locked up,
 Will have a wild trick of his ancestors.

Le texte français les adapte ainsi :
Au traître comme au renard
N'accorde pas ta foi
Jamais il n'est tant dressé, choyé, reclus,
Qu'il ne produise un méchant tour
De ses ancêtres hérité.

Crane adresse ces mots à Cushman, qui est dès le prologue défini comme un traître et un assassin. Aussi James Hadley Chase n'en fait-il pas le narrateur - à la différence de la plupart de ses romans : il n' y a pas d'identification possible entre le lecteur et le protagoniste. Cependant, on apprend vite que Cushman est aussi une victime (certes odieuse) : sa sœur, qui se prostituait, a été tuée par leur propre père, et il se sent toujours considéré comme de la « graine d'assassin ». Grace Clark, qui a aussi déserté, est un personnage de mélodrame : née alors que sa mère n'avait que dix-sept ans, abandonnée par celle-ci dix ans plus tard avec son beau-père qui la brutalise, c'est pour soigner celui-ci qu'elle ne rentre pas d'une permission et déserte donc les W.A.A.F., jusqu'à ce qu'une bombe tue son beau-père et la prive de l'ouïe... Quant à Richard Crane, l'auteur tarde à nous donner ses pensées afin de maintenir le suspense, mais le regard connaisseur de Cushman décèle vite en lui un autre monstre.
Ces trois personnages constituent « un trio d'enfer réuni dans un huis clos de même acabit ». D'ailleurs, en octobre 1956, le roman est adapté au théâtre, en français, par Frédéric Valmain, sous le titre Traquenard (au singulier), au Théâtre Charles de Rochefort (Paris), dans une mise en scène de Jean Dejoux.

## Éditions françaises
- Éditions du Scorpion, 1950 ;
- Gallimard, coll. « Série noire » no 211, 1954  (ISBN 2070472116)[21] ;
- Gallimard, coll. « La Poche noire » no 10 (1967)  (ISBN 9782071024741) ;
- Gallimard, coll. « Carré noir » no 6 (1972)  (ISBN 2070430065).